# Mach was draus
Mach was draus ist eine von Eva Brenner moderierte Fernsehsendung, für die 2019 erstmals fünf Folgen produziert wurden. Die Gäste bringen gebrauchte oder gar kaputte Möbelstücke in die Sendung und 3 professionelle Designer entwickeln ein Konzept für die Aufarbeitung, Umnutzung oder das Upcycling der Stücke. Nachdem sich jeder Gast für eines der vorgestellten Konzepte entschieden hat, wird die Umsetzung und die Übergabe des fertigen Möbelstücks gezeigt.
Die Gäste bringen Möbelstücke, die bereits seit Längerem in ihrem Besitz sind. Teilweise nennen sie auch den ursprünglichen Kaufpreis. Die Umsetzung des ausgewählten Konzepts durch den Designer ist für die Gäste kostenlos. Sie bezahlen nur den Materialwert der hinzugefügten Stoffe oder eingesetzten Arbeitsmittel.

## Designer
An jeder Sendung nehmen drei der vier Designer aus dem Team teil:
- Martina Lammel
- Oliver Schübbe
- Marcel Struck
- Nina Terhardt